# 박정일
박정일(朴晶一, 1959년 11월 19일 ~ )은 대한민국의 전 축구 선수 및 축구 코치이다. 럭키금성 황소 (현 FC 서울)에서 활약하였으며 구단 사상 첫 골을 넣은 선수로 기록되어 있다.